# Aise Johan de Jong

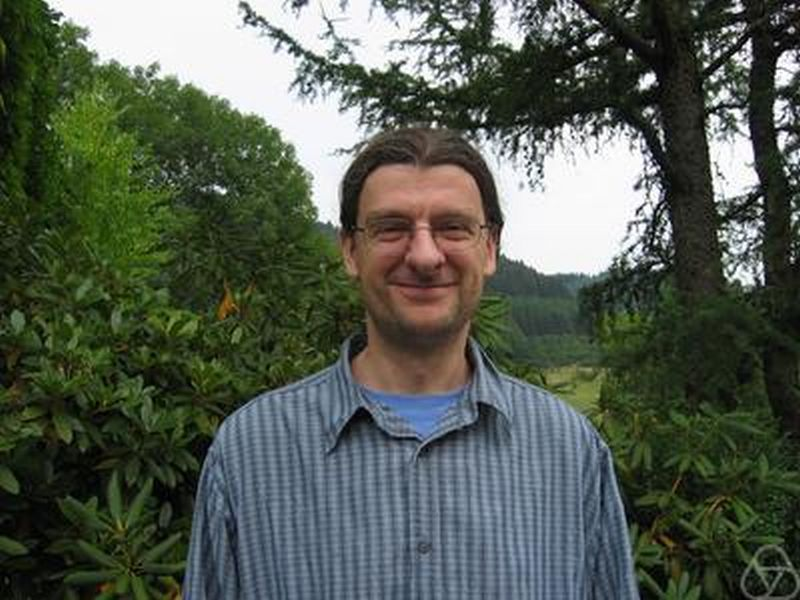
Aise Johan de Jong, 2004

Aise Johan de Jong (* 30. Januar 1966 in Brügge) ist ein in Belgien geborener niederländischer Mathematiker, der sich mit algebraischer Geometrie beschäftigt.
De Jong besuchte das Gymnasium in Den Haag und studierte ab 1984 an der Universität Leiden, wo er sein Diplom bei Van de Ven machte. Ab 1987 war er an der Katholischen Universität Nimwegen (Nijmegen), wo er 1992 bei Joseph Steenbrink und Frans Oort „cum laude“ promoviert wurde. Danach war er ein Jahr am Max-Planck-Institut für Mathematik in Bonn, an der Universität Bielefeld und drei Jahre als Stipendiat der niederländischen Akademie der Wissenschaften an der Universität Utrecht. Nach einem Jahr als Assistenzprofessor in Harvard und zwei Jahren an der Princeton University war er Professor am MIT. 2005/06 war er an der Columbia University, wo er Professor ist.
2000 erhielt er den Colepreis in Algebra für seine Untersuchungen über die Auflösbarkeit von Singularitäten mit Alterationen, speziell für die Arbeit Smoothness, Semistability and Alterations (Publications Mathematiques IHES, Bd. 83, 1996, S. 51). Die Theorie der Alterationen schuf einen einfacheren, geometrischen Zugang zum Problem der Auflösung von Singularitäten, bei denen der ursprüngliche Beweis (für Charakteristik 0) von Heisuke Hironaka sehr kompliziert war. Er arbeitet auch in arithmetisch-algebraischer Geometrie.
1996 erhielt er den EMS-Preis. 1998 war er Invited Speaker auf dem Internationalen Mathematikerkongress in Berlin (Barsotti-Tate Groups and Crystals). Für 2022 wurde ihm der AMS Leroy P. Steele Prize for Mathematical Exposition zugesprochen. Er erhielt den Preis als Initiator und Koordinator eines großen kollaborativen Online-Schreibprojekts über moderne algebraische Geometrie, dem Stacks Project. Es enthält sowohl Grundlagen, elementares als auch fortgeschrittenes Material (auch unpublizierte Resultate und Material, das bisher keine Darstellung in der Literatur fand). De Jong, der an dem Projekt seit Mitte 2005 wirkt (2012 ging eine erste Version der Website online), leistete dazu nicht nur viele eigene Beiträge, sondern überprüfte auch die Beiträge von über 500 Autoren und passte sie in das Gesamtwerk ein. Der Umfang beläuft sich (2021) falls ausgedruckt auf rund 7000 Seiten.
Er ist mit der Mathematikerin und Kritikerin der Finanzbranche Cathy O’Neil verheiratet und hat mit ihr drei Söhne.